# Wisła-Oder-offensiven
Wisła-Oder offensiven var en vellykket sovjetisk operation på Østfronten under 2. verdenskrig. Den blev gennemført fra 12. januar til 2. februar 1945. Under offensiven rykkede de sovjetiske tropper frem fra floden Weichsel eller Wisła i Polen til floden Oder langt inde i Tyskland, omkring 70 km fra Berlin.

## Baggrund
I kølvandet på den vellykkede Operation Bagration lykkedes det hærenheden 1. Hviderussiske front at sikre sig to brohoveder vest for Wisła mellem den 27. juli og 4. august 1944. De sovjetiske styrker forholdt sig passive under den fejlslagne Warszawaopstand som indledtes den 1. august 1944, selv om deres frontlinje ikke lå langt fra oprørerne. 1. Ukrainske front erobrede yderligere et brohoved ved Sandomierz (Baranow i tyske kilder) under Lvov-Sandomierz offensiven.
Inden offensiven havde den Røde Hær samlet store mængder materiel og tropper i de tre brohoveder. De sovjetiske styrker var langt større end de tyske i infanteri, artilleri og kampvogne. Alt dette var kendt af den tyske efterretningstjeneste og general Reinhard Gehlen, lederen af Fremde Heere Ost, videregav sin styrkevurdering til Heinz Guderian. Guderian forelagde efterretningerne for Adolf Hitler, som nægtede at tro på dem og afviste sovjethærens tilsyneladende styrke som “det største svindelnummer siden Djengis Khan". Guderian havde foreslået, at man skulle trække divisionerne i Heeresgruppe Nord, som var fanget i Kurlandlommen, tilbage til Tyskland over Østersøen for at få tilstrækkeligt mandskab til et forsvar, men det forbød Hitler. Desuden gav Hitler ordre til at den eneste større operationelle reserve, tropperne i Sepp Dietrichs 6. SS panserarmé skulle flyttes til Ungarn og støtte Operation Frühlingserwachen.

## Modstående styrker

### Den røde hær
To fronter i den Røde Hær var direkte involveret. 1. Hviderussiske front, som lå i området omkring Warszawa og sydpå i Magnuszew, og Puławy brohovederne var under kommando af marskal Georgij Zjukov. 1. Ukrainske front var under kommando af marskal Ivan Konev.
Zjukov og Konev havde 163 divisioner til rådighed ved operationen med i alt:
- 2.203.000 tropper
- 4.529 kampvogne
- 2.513 stormartilleri
- 13.763 stykker feltartilleri (76 mm eller mere)
- 14.812 mortérer
- 4.936 panserværnskanoner
- 2.198 Katjusja raketbatterier (Stalinorgler)
- 5.000 fly

#### Indsatte enheder
- 1. Hviderussiske front (marskal Georgij Zjukov)
  - 47. armé
  - 1. polske armé (General Stanislav Poplavsky)
  - 3. chokarmé
  - 61. armé
  - 1. garde kampvognsarmé
  - 2. garde kampvognsarmé
  - 5. chokarmé (i Magnuszew brohovedet)
  - 8. gardearmé (i Magnuszew brohovedet) (General Vasilij Tjujkov)
  - 69. armé (i Puławy brohovedet)
  - 33. armé (i Puławy brohovedet)
- 1. Ukrainske front (Marskal Ivan Konev)
  - 21. armé
  - 6. armé
  - 3. garde armé
  - 13. armé
  - 4. kampvognsarmé
  - 3. garde kampvognsarmé
  - 52. armé
  - 5. garde armé
  - 59. armé
  - 60. armé

### Wehrmacht
De sovjetiske styrker i denne sektor stod overfor Heeresgruppe A, som forsvarede en front, der strakte sig fra øst for Warszawa sydpå langs Wisła til udmundingen af San. På dette sted var der et stort sovjetisk brohoved ved Baranow, inden fronten fortsatte sydpå til Jasło.
Der var tre armeer i Heeregruppe A, den 9. omkring Warszawa, den 4. panserarmé ved Baranow frontfremspringet og 17. armé mod syd. Armégruppen bestod af i alt 400.000 mand, 4.100 stykker artilleri og 1.150 kampvogne. Heeresgruppe A var under kommando af generaloberst Josef Harpe (som blev udskiftet med generaloberst Ferdinand Schörner den 20. januar, efter at offensiven var begyndt).

#### Slagorden
- Heeresgruppe A (generaloberst Josef Harpe indtil 20. januar, derefter Ferdinand Schörner)
  - 9. armé (general Smilo Freiherr von Lüttwitz til 20. januar, derefter general Theodor Busse)
    - 56. panserkorps (general Johannes Block)
    - 46. panserkorps (General Walter Fries)
    - 8. korps (General Walter Hartmann)

  - 4. panserarmé (General Fritz-Hubert Gräser)
    - 42. korps (general Hermann Recknagel)
    - 24. panserkorps (General Walther Nehring)[9]
    - 48. panserkorps (General Maximilian Reichsfreiherr von Edelsheim)

  - 17. armé (General Friedrich Schulz)
    - 59. Korps
    - 11. Korps
    - 11. SS korps

Den tyske efterretningstjeneste havde estimeret, at de sovjetiske styrker havde en 3:1 overlegenhed. I virkeligheden var det 5:1.
 I det store Baranow / Sandomierz brohoved måtte 4. panserarmé forsvare udvalgte punkter i nogle områder, da den ikke havde tilstrækkelig infanteri til at bemande en samlet front. Hertil kom Hitlers udtrykkelige ordre om, at de to tyske forsvarslinjer (Grosskampflinie og Hauptkampflinie) var placeret meget tæt på hinanden, hvilket placerede hovedforsvarslinjen inden for sovjetisk artilleris rækkevidde.

## Offensiven
Offensiven begyndte i Baranow brohovedet kl. 4.35 den 12. januar med et intenst artilleribombardement fra 1. Ukrainske front mod 4. panserarmés stillinger.
 Det var koncentreret mod divisionerne i 48. panserkorps, som var opstillet, så det dækkede hele brohovedet og indebar, at de i praksis mistede evnen til at reagere. En bataljonschef i 68. infanteridivision sagde: ”Jeg begyndte operationen med en undertallig bataljon [...] da røgen fra det sovjetiske bombardement drev bort [...] havde jeg kun en deling tilbage".
Den indledende beskydning blev fulgt op med undersøgende angreb og et yderligere kraftigt bombardement kl. 10. Da den pansrede hovedstyrke rykkede frem fire timer senere, havde 4. panserarmé mistet op imod 2/3 af sit artilleri og en fjerdedel 174 af soldaterne.
De sovjetiske enheder gjorde hurtige fremskridt og rykkede frem for at afskære forsvarerne ved Kielce. De pansrede reserver i 4. panserarmés centrale korps, 24. panserkorps, blev indsat, men havde lidt alvorlig skade da det nåede Kielce og var allerede ved at blive omgået. 48. korps på 4. panserarmés sydlige flanke var på dette tidspunkt fuldstændig ødelagt sammen med en stor del af Recknagels 62. korps mod nord. Den 14. januar havde 1. Ukrainske front overskredet Nida-floden og begyndte at rykke frem mod Radomsko og Warthe. Fjerde panserarmés sidste sammenhængende enhed, 24. panserkorps holdt stand omkring Kielce til om natten den 16. januar, inden dens kommandant, Nehring, besluttede en tilbagetrækning.
1. Hviderussiske front, nord for Konev, indledte angrebet mod den tyske 9. armé fra Magnuszew og Puławy brohovederne kl. 8.30 den 14. januar. Det skete igen med et kraftigt indledende artilleribombardement. 33. og 69. armé brød ud af Puławy brohovedet i en dybde af 30 km, mens 5 chokarmé og 8. gardearmé brød ud af Magnuszew brohovedet. 2. og 1. garde kampvognsarmé fulgte efter dem for at udnytte gennembruddet. 69. armés fremstød fra Puławy brohovedet var særligt vellykket og det forsvarende 56. panserkorps gik i opløsning efter at dets retrætevej var afskåret. Selv om 9. armé gennemførte mange lokale modangreb, blev de alle fejet til side. 69. armé gennembrød de sidste forsvarslinjer og erobrede Radom, mens 2. garde kampvognsarmé rykkede mod Sochaczew og 1. garde kampvognsarmé fik ordre til at erobre brohovedet over Pilica-floden og angribe i retning af Łódź. I mellemtiden havde 47. armé krydset Wisła og rykkede mod Warszawa nordfra mens 61. og 1. polske armé omringede byen sydfra.
Det eneste større tyske modangreb kom den 15. januar, da Hitler (imod Guderians) råd beordrede Panzerkorps Grossdeutschland under Dietrich von Saucken til at rykke fra Østpreussen for at dække det hul som var efterladt af 4. panserarmé, men fremrykningen af Zjukovs styrker tvang det til at stå af toget i Łódź uden at nå sit mål. Efter at have dækket 9. armés tilbagetog blev det tvunget til at trække sig tilbage mod sydvest til Warthe.

### Erobringen af Kraków, 24 panserkorps undslipper
Den 17. januar fik Konev tildelt nye mål: at rykke frem mod Breslau med sine mekaniserede styrker og bruge de blandede styrker i 60. og 59. armé til at indlede et angreb på den sydlige flanke mod det vigtige industriområde i Øvre Schlesien gennem Kraków. Kraków blev sikret ubeskadiget den 19. januar efter at være blevet omringet af 59. og 60. armé i samarbejde med 4. garde kampvognskorps, hvilket tvang de tyske forsvarere til at trække sig tilbage i en fart.
Det andet trin af 1. ukrainske fronts fremrykning var langt mere komplekst, da den skulle omringe og sikre hele industriregionen Øvre Schlesien, hvor de stod overfor Schulz's 17. armé. Konev gav 59. og 60. armé ordre til at rykke direkte frem, mens 21. armé omringede området nordfra. Han gav derpå Rybalkos 3. garde kampvognsarmé som var på vej mod Breslau ordre til at svinge sydpå langs den øvre del af Oder fra den 20. januar og afskar dermed 17. armé fra at trække sig tilbage.
I mellemtiden forsøgte de forrevne rester af 4. panserarmé stadig at nå tilbage til de tyske linjer. Den 18. januar konstaterede Nehring og 24. panserkorps, at deres planlagte rute var blevet blokeret, så de rykkede tilbage mod vest og opsamlede resterne af 62. korps, som havde undgået at blive omringet. En stor del af resten af 62. korps blev nedkæmpet efter at være blevet omringet ved Przysucha. Dækket af tung tåge nåede de forreste elementer af 24. panserkorps Warthe den 22. januar, og efter at have fået forbindelse med von Saucken, kunne de endelig krydse Oder, ca. 350 km fra deres stillinger ved begyndelsen på den sovjetiske offensiv.

### Tilbagetrækning af 17. armé fra Øvre Schlesien
Den 25. januar anmodede Schulz om tilladelse til at trække sine 100.000 mand tilbage fra det frontfremspring, som var opstået omkring Katowice / Kattowitz. Det blev afslået, og han gentog anmodningen den 26. januar. Til sidst gav Schoerner Schulz lov til at trække sine styrker tilbage om natten den 27. januar, mens Konev, som havde efterladt lige tilstrækkelig plads til at 17. armé kunne trække sig tilbage uden at yde alvorlig modstand erobrede området uskadt.
På Konevs nordlige flanke havde 4. kampvognsarmé være i spidsen for fremrykningen til Oder hvor den sikrede sig et større brohoved ved Steinau. Tropper fra 5. garde armé dannede et andet brohoved oppe ad floden ved Ohlau.

### 1. Hviderussiske fronts fremrykning – Warszawas erobring
I den nordlige sektor af offensiven gjorde Zjukovs 1. hviderussiske front også hurtige fremskridt, da 9. armé ikke længere kunne yde sammenhængende modstand. Dens 36. panserkorps, som lå bag Warszawa blev trængt tilbage over Wisła ind i den tilstødende 2. armés sektor. Warszawa blev erobret den 17. januar da Heeresgruppe A udstedte ordrer om at byens skulle opgives. Enheder fra 2. garde og 3. chokarmé trængte ind i byen og blev stærkt påvirket af den ødelæggelse, som tyske styrker havde forøvet efter Warszawa-opstanden. Hitler derimod var rasende over opgivelsen af 'fæstningen', lod lederen af operationsafdelingen i OKH, oberst Bogislaw von Bonin arrestere og fyrede cheferne for såvel 9. armé og 36. panserkorps generalerne Smilo Freiherr von Lüttwitz og Walter Fries.
Den 2. garde kampvognsarmé trængte videre frem til Oder, mens 8. garde armé i syd nåede Łódź den 18. januar og erobrede den dagen efter. 1. garde kampvognsarmé rykkede frem og omringede Poznań den 25. januar, og 8. garde armé begyndte at kæmpe sig vej ind i byen den følgende dag, selv om der langvarige og hårdkampe under belejringen af Poznań inden byen endelig blev erobret.
Nordøst for Zjukovs 1. hviderussiske front nåede de forreste elementer af marskal Rokossovskys 2. hviderussiske front, som deltog i den østpreussiske offensiv fram til Østersøen ved Wisłas delta den 23. januar og opnåede dermed at isolere Heeresgruppe Mitte i Østpreussen.

### Zjukovs fremrykning til Oder
Efter at have omringet Poznań rykkede 1. garde kampvognsarmé dybt ind i den befæstede region omkring Obra floden overfor sporadisk modstand fra en blanding af Volkssturm og Wehrmacht enheder. Der var imidlertid stærkere modstand, da man nærmede sig fæstningen Küstrin.
Den tyske reorganisering af kommandostrukturen, som afstedkom af etableringen af Heeresgruppe Weichsel blev ledsaget af frigivelse af nogle få ekstra enheder til forsvaret. Det 5. SS bjergkorps med to reserve infanteridivisioner blev indsat langs Obra og førkrigs grænsebefæstningerne, der gik under navnet Tierschtigel Riegel, mens Panzergrenadier-Division Kurmark fik ordre til at forstærke den.
Militærhistorikeren Earl Ziemke beskrev fremrykningen således:
| Citat       | Den 25. passerede Zjukovs hovedstyrke Poznań på vej direkte vestpå mod Küstrin ved Oder 65 km øst for Berlin. Sporet for den sovjetiske fremrykning så ud som om det var lavet af en gigantisk sneplov med spidsen rettet ind efter en linje fra Warszawa til Poznan og videre til Berlin. Hele Heeresgruppe A blev fanget af spidsen og det venstre blad og kastet tilbage over Oder. På højre side havde tyskerne intet bortset fra skelettet af en armégruppe, som Hitler havde dannet nogle dage tidligere og givet navnet Heeresgruppe Weichsel. | Citat |
| Earl Ziemke | |       |

Den 25. januar 1945 omdøbte Hitler tre armégrupper. Heeresgruppe Nord blev til Heeresgruppe Kurland, Heeresgruppe Mitte blev til Heeresgruppe Nord og Heeresgruppe A blev til Heeresgruppe Mitte.
2. garde kampvognsarmé og 5. chokarme nåede Oder næsten uden at møde modstand. En enhed fra 5. chok arme krydsede isen på floden og erobrede allerede den 31. januar byen Kienitz.
Stavka erklærede operationen for afsluttet den 2. februar. Zjukov havde oprindeligt håbet på at kunne rykke direkte mod Berlin, da det tyske forsvar stort set var brudt sammen, men 1. hviderussiske fronts udsatte nordlige flanke i Pommern og et tysk modangreb i Unternehmen Sonnenwende mod dens spydspidser overbeviste den sovjetiske overkommando om, at det var af afgørende betydning at få ryddet Pommern for tyske styrker i den Østpommerske offensiv, inden offensiven mod Berlin kunne fortsætte.

## Befrielsen af Auschwitz
Den 27. januar befriede tropper fra Konevs 1. Ukrainske front (322. riffeldivision fra 60. armé) koncentrationslejren i Auschwitz, hvor de fandt tydelige beviser på Holocaust.

## De etniske tyskeres flugt
Ifølge Anthony Beevor og flere andre kommentatorer plyndrede de sovjetiske soldater og begik mange grusomheder. Som følge af den sovjetiske fremrykning flygtede tusinder af tyskere mod vest i et forsøg på at nå frem til de amerikanske og britiske linjer.

## Koncentrationslejrfangers dødsmarch
I løbet af januar begyndte tyskerne også at evakuere de tilbageværende fanger i koncentrationslejre og krigsfangelejre i Polen, Østpreussen, Schlesien og Pommern, dvs. de områder som var truet af den sovjetiske offensiv. Fangerne blev sendt på tvungne marcher hundreder af kilometer vestpå. De døde i stort tal undervejs.

## Resultat
Wisła-Oder offensiven var en stor succes for den sovjetiske hær. I løbet af få dage rykkede styrkerne hundreder af kilometer frem, erobrede en stor del af Polen og trængte dybt ind i på tysk område. Offensiven fik Heeresgruppe A til at bryde sammen sammen med en stor del af Tysklands muligheder for at gøre militær modstand. Det stædige forsvar fra tyske tropper i Schlesien og Pommern samt fortsatte kampe i Østpreussen betød, at den endelige offensiv mod Berlin blev forsinket i adskillige måneder, og på det tidspunkt havde Wehrmacht igen opbygget en betydelig styrke på denne akse.

## Fodnoter
1. ↑  Duffy pp. 51, 59
2. ↑  Duffy, p.11
3. ↑  Duffy, p.12
4. ↑  Beevor, p.
5. ↑  Duffy pp. 24, 25
6. ↑  Web map copy Arkiveret 10. april 2006 hos  Wayback Machine of Ziemke p. 26
7. ↑  Ziemke, p. 23
8. 1 2  Duffy
9. ↑  Kun to divisioner fra dette korps, 16. og 17. panserdivision var tildelt 4. panserarmé, hvor de blev indsat i forsøget på at forsvare Kielce. Des to resterende divisioner 19. og 25. panserdivision udgjorde Heeresgruppe A’s reserve og blev indsat som støtte for 9. armé.
10. ↑  Duffy, pp. 51, 59
11. ↑  Sims and Schilling, p. 23
12. ↑  Duffy, p.67
13. ↑  Captain Reinhardt Mueller, interviewed i Sims and Schilling, p.24
14. ↑  Hastings, p.280
15. ↑  Duffy, p.72
16. ↑  Duffy, p.75
17. ↑  Duffy, p.78
18. ↑  Duffy, p.80
19. ↑  Duffy, p.88
20. ↑  Duffy, p.91
21. ↑  Duffy, p.82
22. ↑  Beevor, p.60
23. ↑  Duffy, p.103
24. ↑  Duffy, p.104
25. ↑  Ziemke p. 31
26. ↑  Le Tissier, p.32
27. ↑  Ziemke pp. 30,31
28. ↑  Ziemke p. 32
29. ↑  Hastings, p.295
30. ↑  Beevor

## Eksterne kilder
- Operation Sonnenwende: Savior of Berlin? Arkiveret 23. november 2005 hos  Wayback Machine
- Kampindsats og logistisk støtte under den strategiske Wisla-Oder offensiv Arkiveret 24. september 2015 hos  Wayback Machine